# Concerto pour violon no 1 de Bartók
Pour les articles homonymes, voir Concerto pour violon no 1.

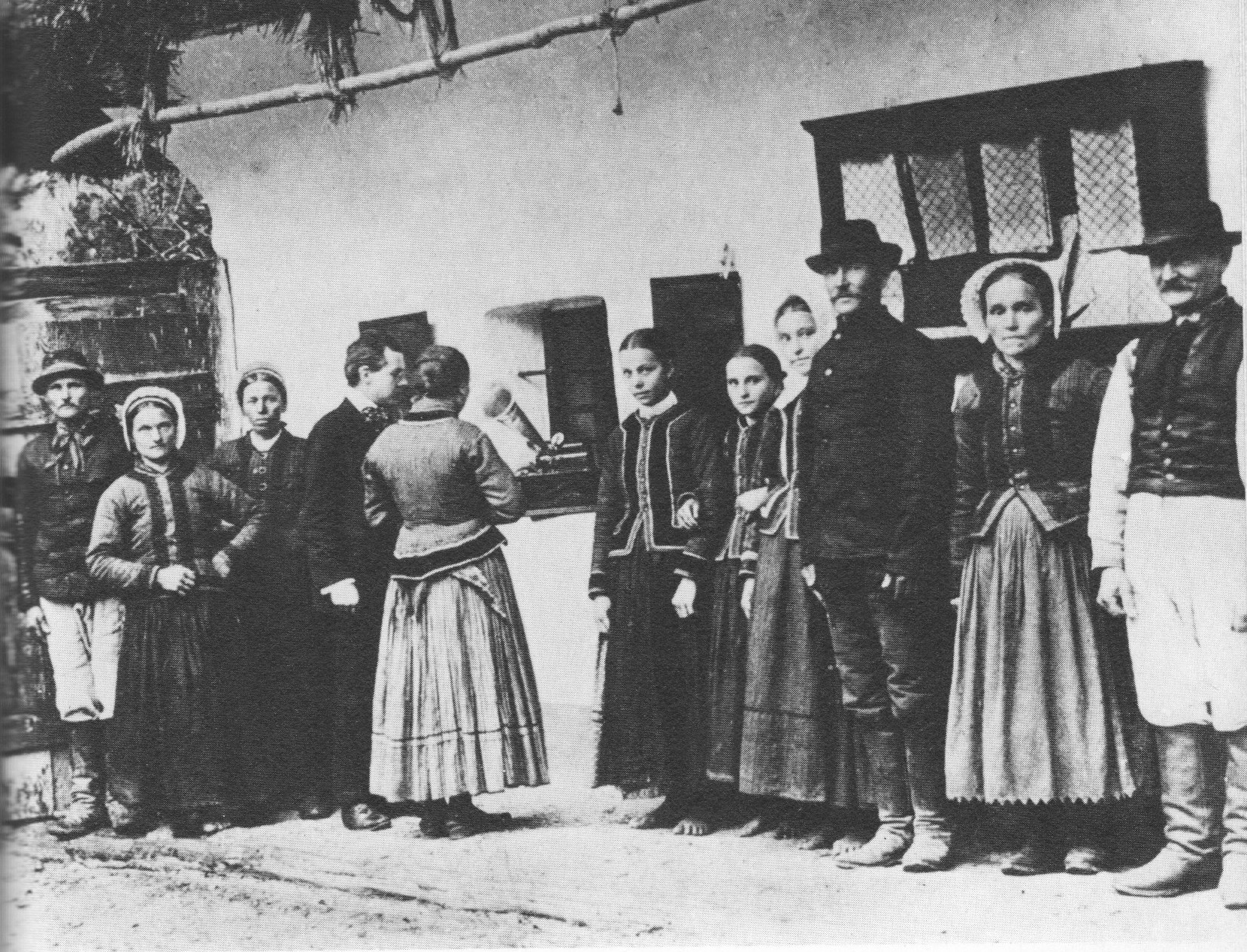
Bartok enregistrant de la musique folk.

Le Concerto pour violon no 1, Sz 36 a été écrit par Béla Bartók en 1907-1908, alors qu'il commençait à enseigner à l'Académie de musique de Budapest.

## Histoire
L'œuvre concertante pour violon de Bartók comprend également deux rhapsodies écrites près de 20 ans plus tard, ainsi qu'un second concerto datant de 1937-1938. Bartók écrira les esquisses d'un dernier concerto, cette fois-ci pour alto en 1945.
L'œuvre a été dédiée à la violoniste Stefi Geyer pour qui le musicien éprouvait quelques sentiments, non partagés semble-t-il puisque la partition est restée non éditée jusqu'au-delà de la mort du compositeur. Stefi Geyer confie alors la partition au chef d'orchestre Paul Sacher, directeur du Collegium Musicum, au sein duquel elle joue. La création de l'œuvre en est faite le 30 mai 1958 à Bâle en Suisse, avec, au violon, Hansheinz Schneeberger sous la direction de Sacher.

## Analyse
Il ne comporte que deux mouvements de style rhapsodique, même si Bartók avait planifié d'en écrire un troisième. Il y a beaucoup d'effusion dans ces deux parties écrites dans « une tonalité élargie issue de Richard Strauss et de Wagner ». Page lumineuse, ce concerto fait éclater le lyrisme personnel du compositeur, mêlant des « éléments impressionnistes ou postromantiques, que Bartók rejeta par la suite [...] à des accents très personnels et de surprenantes audaces harmoniques et rythmiques. » Son exécution demande une vingtaine de minutes.
- Andante sostenuto
- Allegro giocoso

Le premier mouvement a été repris par Bartók dans le volet initial de ses Deux Portraits op. 5 pour orchestre (1907-1911), pièces quasi autobiographiques et de caractère romanesque. Le violon est omniprésent dès la longue phrase rêveuse qui ouvre le premier mouvement dans un climat méditatif, dont l'intensité gagne peu à peu tout l'orchestre. Le second mouvement fait davantage apparaître des dissonances, des rythmes fluctuants et des tensions caractéristiques des œuvres à venir de Bartók.